# Falkenau
Pour les articles homonymes, voir Falkenau (homonymie).
Falkenau est une ancienne commune de Saxe (Allemagne), située dans l'arrondissement de Saxe centrale, dans le district de Chemnitz. Avec effet au 1er octobre 2011, elle est rattachée à la ville de Flöha.